# Degrassi: The Next Generation (3.ª temporada)
A terceira temporada de Degrassi: The Next Generation começou a ser exibida no Canadá em 17 de setembro de 2003, concluída em 5 de abril de 2004 e contém vinte e dois episódios. Degrassi: The Next Generation é uma série de televisão dramática teen em série canadense. Esta temporada retrata a vida de um grupo de calouros e segundanistas que lidam com alguns dos desafios e problemas que os adolescentes enfrentam, como famílias disfuncionais, sexo, homossexualidade, homofobia, roubo, autoflagelação, violência doméstica, aborto, emancipação e relacionamentos.
Cada episódio tem o nome de uma música dos anos 80. As filmagens começaram em 26 de maio de 2003 e terminaram em novembro de 2003.
A terceira temporada foi ao ar às quartas-feiras às 20h30 na CTV, uma rede de televisão terrestre canadense, e estreou com um especial de sessenta minutos, "Father Figure", que formam os dois primeiros episódios da temporada. Quando a temporada retornou aos horários em janeiro de 2004, após uma pausa no período natalino, foi ao ar às segundas-feiras às 20h30. Nos Estados Unidos, foi transmitido pela The N, uma rede de cabo digital destinada a adolescentes e jovens adultos. A temporada foi lançada em DVD como um conjunto de três discos em 28 de março de 2006 pela Alliance Atlantis Home Entertainment no Canadá, e pela FUNimation Entertainment nos EUA. Usuários registrados da iTunes Store canadense e norte-americana também podem comprar e baixar a temporada para reprodução em computadores domésticos e determinados iPods.
A temporada foi assistida por 669.000 telespectadores no Canadá e tornou-se a série de drama doméstico mais assistida, enquanto nos EUA, a média de 250.000 espectadores em um episódio. Ganhou um total de cinco prêmios do Directors Guild of Canada Awards, do Gemini Award e do Young Artist Award, e foi descrito como "inovador", "negrito", e a séries do mesmo gênero "devem seguir", embora essa ousadia inovadora tenha causado que dois episódios da temporada sejam banidos das telas de televisão dos EUA por três anos e quando finalmente foi ao ar, foi classificado como "TV-14", apesar de episódios mais intensos ainda receberem os habituais "TV-PG" de Degrassi nos Estados Unidos.

## Elenco
A terceira temporada apresenta vinte atores que recebem o faturamento de estrelas com todos os quinze deles retornando da temporada anterior.
- Stacey Farber como Ellie Nash (13 episódios)
- Miriam McDonald como Emma Nelson (15 episódios)
- Aubrey Graham como Jimmy Brooks (17 episódios)
- Shane Kippel como Gavin "Spinner" Mason (20 episódios)
- Andrea Lewis como Hazel Aden (15 episódios)
- Cassie Steele como Manuela "Manny" Santos (15 episódios)
- Lauren Collins como Paige Michalchuk (19 episódios)
- Christina Schmidt como Terri McGreggor (7 episódios)
- Ryan Cooley como James Tiberius "J.T." Yorke (14 episódios)
- Melissa McIntyre como Ashley Kerwin (15 episódios)
- Jake Epstein como Craig Manning (17 episódios)
- Jake Goldsbie como Toby Isaacs (12 episódios)
- Sarah Barrable-Tishauer como Liberty Van Zandt (13 episódios)
- Amanda Stepto como Spike Nelson (11 episódios)
- Stefan Brogren como Archie "Snake" Simpson (15 episódios)
- Pat Mastroianni como Joey Jeremiah (11 episódios)
- Stacie Mistysyn como Caitlin Ryan (8 episódios)
- Daniel Clark como Sean Cameron (11 episódios)
- Dan Woods como Mr. Raditch (11 episódios)
- Adamo Ruggiero como e Marco Del Rossi (15 episódios)

Amanda Stepto, Stacie Mistysyn, Andrea Lewis, Adamo Ruggiero e Stacey Farber foram todos atualizados para os regulares da série depois de aparecerem nas temporadas anteriores.
Introduzidos em papéis recorrentes estão Ephraim Ellis como Rick Murray, John Bregar como Dylan Michalchuk, Deanna Casaluce como Alex Nuñez, Mike Lobel como Jay Hogart e Daniel Morrison como Chris Sharpe. Alex Steele, Melissa DiMarco, Katie Lai, Linlyn Lue e Jennifer Podemski voltam a interpretar Angela Jeremiah, Daphne Hatzilakos, Kendra Mason, Kwan e Sauve, respectivamente.
De Degrassi Junior High e Degrassi High, Cathy Keenan, Angela Deiseach e Maureen Deiseach reprisam seus papéis como Liz O'Rourke, Erica Farrell e Heather Farrell no episódio de abertura, "Father Figure". Shane McKay foi interpretado por Jonathan Torrens, em vez de Bill Parrott, o ator DJH original, e Neil Hope volta a interpretar Wheels no sétimo episódio, "Should I Stay or Should I Go?".

## Equipe técnica
A temporada foi produzida pela Epitome Pictures na associação CTV. O financiamento foi concedido pelo The Canadian Film ou Video Production Tax Credit e pelo Crédito Fiscal de Cinema e Televisão de Ontário, o Canadian Television Fund e o BCE-CTV Benefits, o Shaw Television Broadcast Fund, o Independent Production Fund, o Mountain Cable Program e o RBC Royal Bank.
Os produtores executivos são o CEO da Epitome Pictures e a co-criadora da Degrassi: The Next Generation, Linda Schuyler, e seu marido, o presidente da Epitome, Stephen Stohn. Degrassi: O co-criador da Next Generation, Yan Moore, serviu como consultor criativo e David Lowe é o produtor da linha. Aaron Martin é o editor executivo da história. No início da temporada, James Hurst serviu como editor de histórias, com Shelley Scarrow como redatora júnior; no final da temporada, eles foram promovidos a editor sênior de história e editor de matérias, respectivamente. Brandon Yorke também serviu como editor de histórias, e Nicole Demerse se tornou uma editora de histórias no meio do caminho durante a temporada. O editor é Stephen Withrow, Stephen Stanley é o designer de produção e os diretores de fotografia são Gavin Smith, David Perrauit e Phil Earnshaw.
Os roteiristas da temporada são Christine Alexiou, Tassie Cameron, Sean Carley, Craig Cornell, Nicole Demerse, James Hurst, Sean Jara, Aaron Martin, Yan Moore, Shelley Scarrow, Rebecca Schechter, Jana Sinyor e Brendon Yorke. John Bell, Phil Earnshaw, Allan Eastman, Eleanore Lindo, Bruce McDonald, Andrew Potter e Stefan Scaini dirigiram os episódios.
Quando a produção da terceira temporada começou, alguém com o nome de usuário "ExecProducer" iniciou um tópico no site oficial da Degrassi: The Next Generation, revelando detalhes de produção, atores convidados, informações de agendamento e detalhes de lançamento de DVD. Na verdade, ele se referiu a si mesmo como "Stephen Stohn" em um post, embora isso não tenha sido oficialmente confirmado até o lançamento do guia "Degrassi: Generations - The Official 411" em 2005, quando Stohn confirmou que era ele.

## Episódios
| № na série | № na temporada | Título                          | Exibição original       | Cód. de produção |
| ---------- | -------------- | ------------------------------- | ----------------------- | ---------------- |
| 38–39      | 1–2            | "Father Figure"                 | 17 de setembro de 2003  | 301 & 302        |
| 40         | 3              | "U Got the Look"                | 1 de outubro de 2003    | 303              |
| 41         | 4              | "Pride"Part One                 | 8 de outubro de 2003    | 304              |
| 42         | 5              | "Pride"Part Two                 | 15 de outubro de 2003   | 305              |
| 43         | 6              | "Gangsta Gangsta"               | 22 de outubro de 2003   | 306              |
| 44         | 7              | "Should I Stay or Should I Go?" | 29 de outubro de 2003   | 307              |
| 45         | 8              | "Whisper to a Scream"           | 5 de novembro de 2003   | 308              |
| 46         | 9              | "Against All Odds"              | 12 de novembro de 2003  | 309              |
| 47         | 10             | "Never Gonna Give You Up"       | 19 de novembro de 2003  | 310              |
| 48–49      | 11–12          | "Holiday"                       | 17 de dezembro de 2003  | 311 & 312        |
| 50         | 13             | "This Charming Man"             | 10 de dezembro de 2003  | 313              |
| 51         | 14             | "Accidents Will Happen"Part One | 26 de janeiro de 2004   | 314              |
| 52         | 15             | "Accidents Will Happen"Part Two | 9 de fevereiro de 2004  | 315              |
| 53         | 16             | "Take on Me"                    | 16 de fevereiro de 2004 | 316              |
| 54         | 17             | "Don't Dream It's Over"         | 23 de fevereiro de 2004 | 317              |
| 55         | 18             | "Rock & Roll High School"       | 8 de março de 2004      | 318              |
| 56         | 19             | "It's Raining Men"              | 15 de março de 2004     | 319              |
| 57         | 20             | "I Want Candy"                  | 22 de março de 2004     | 320              |
| 58         | 21             | "Our House"                     | 29 de março de 2004     | 321              |
| 59         | 22             | "The Power of Love"             | 5 de abril de 2004      | 322              |